# Радымно (станция)
Радымно (пол. Radymno) — пассажирская и грузовая железнодорожная станция в городе Радымно, в Подкарпатском воеводстве Польши. Имеет 1 платформу и 2 пути.
Станция построена на линии Галицкой железной дороги имени Карла Людвига в 1860 году, когда эта территория была в составе Королевства Галиции и Лодомерии.